# Hành lang Kartarpur
Hành lang Kartarpur (tiếng Punjabi/tiếng Urdu: کرتارپور راہداری, tiếng Punjabi: ਕਰਤਾਰਪੁਰ ਲਾਂਘਾ) 
là một hành lang biên giới giữa Pakistan và Ấn Độ, kết nối các đền thờ Sikh của Dera Baba Nanak Sahib (nằm ở Punjab, Ấn Độ) và Gurdwara Darbar Sahib (ở Punjab, Pakistan). Hành lang nhằm cho phép các tín đồ tôn giáo từ Ấn Độ đến thăm Gurdwara ở Kartarpur, 4,7 kilômét (2,9 dặm) từ biên giới Ấn Độ-Pakistan mà không cần visa.
Hành lang Kartarpur lần đầu tiên được đề xuất vào đầu năm 1999 bởi các thủ tướng của Ấn Độ và Pakistan là Atal Bihari Vajpayee và Nawaz Sharif, như một phần của chính sách ngoại giao Delhi–Lahore Bus.
Vào ngày 26 tháng 11 năm 2018, viên đá móng được đặt ở phía Ấn Độ và sau hai ngày, vào ngày 28 tháng 11 năm 2018, đá móng ở phía Pakistan đã được Thủ tướng Pakistan, Imran Khan đặt. Hành lang đã được hoàn thành cho lễ kỷ niệm sinh nhật lần thứ 550 của Đạo sư Nanak Dev vào ngày 12 tháng 11 năm 2019.
Thủ tướng Pakistan, Imran Khan, nói "Pakistan tin rằng con đường phát triển thịnh vượng của khu vực và tương lai tươi sáng của thế hệ sắp tới của chúng ta nằm trong hòa bình", nói thêm rằng "Pakistan không chỉ mở ra biên giới mà còn là trái tim của họ cho cộng đồng người Sikh ". Thủ tướng Ấn Độ, Narendra Modi, đã so sánh quyết định tạo ra hành lang giữa hai nước với sự sụp đổ của bức tường Berlin, nói rằng dự án có thể giúp giảm bớt căng thẳng giữa hai nước.
Trước đây, những người hành hương từ Ấn Độ đã phải đi xe buýt đến Lahore để đến Kartarpur, đó là hành trình dài 125 km mặc dù người dân ở phía biên giới Ấn Độ có thể nhìn thấy Gurdwara Darbar Sahib Kartarpur ở phía Pakistan. Một công trình có nền cao cũng đã được xây dựng tương tự ở phía Ấn Độ, nơi mọi người sử dụng ống nhòm để có thể quan sát.